# Saint-Prex
Saint-Prex ([sɛ̃ˈpʁe], toponimo francese) è un comune svizzero di 5 687 abitanti del Canton Vaud, nel distretto di Morges.

## Geografia fisica
Saint-Prex è affacciato sul lago di Ginevra.

## Monumenti e luoghi d'interesse

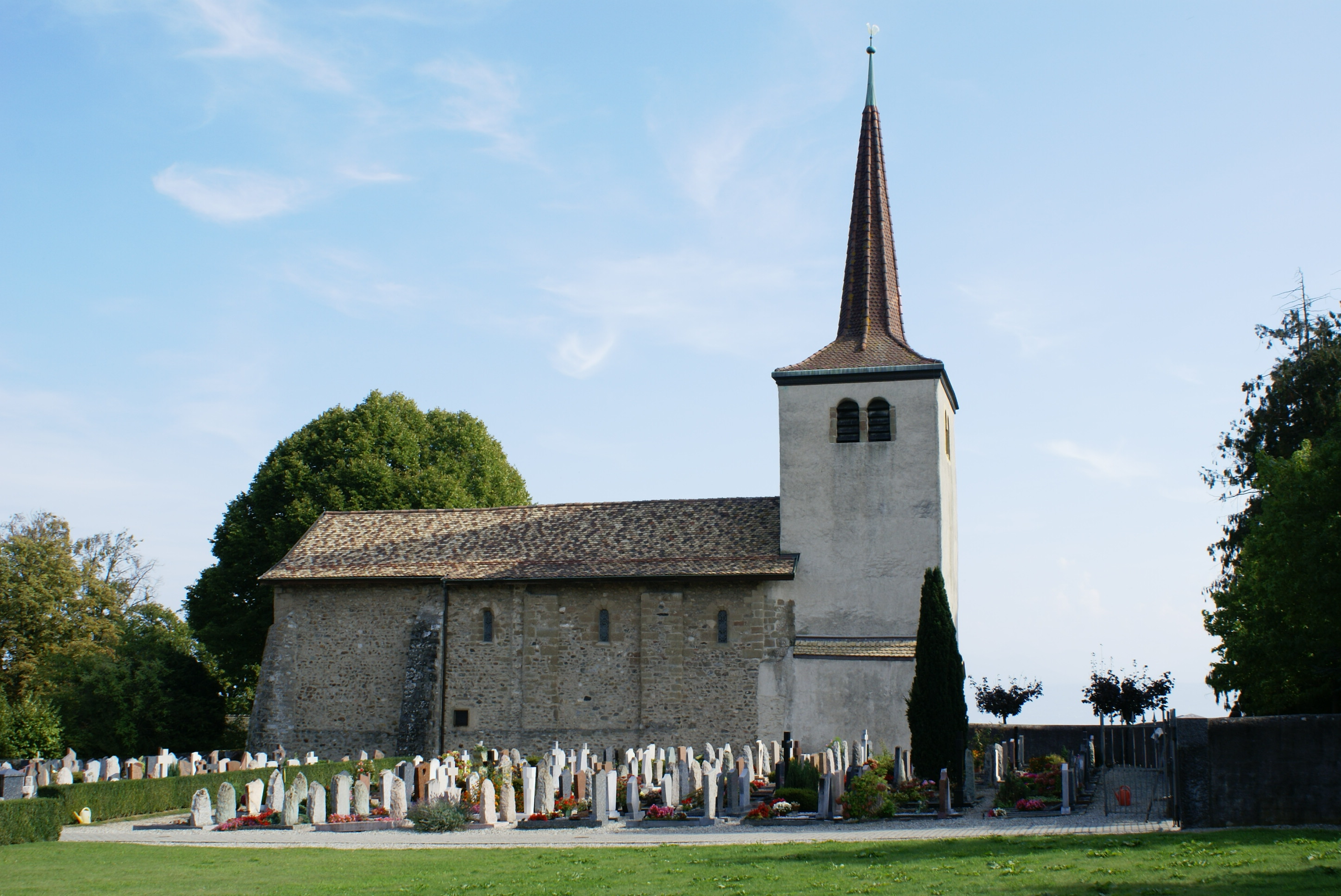
La chiesa di Nostra Signora

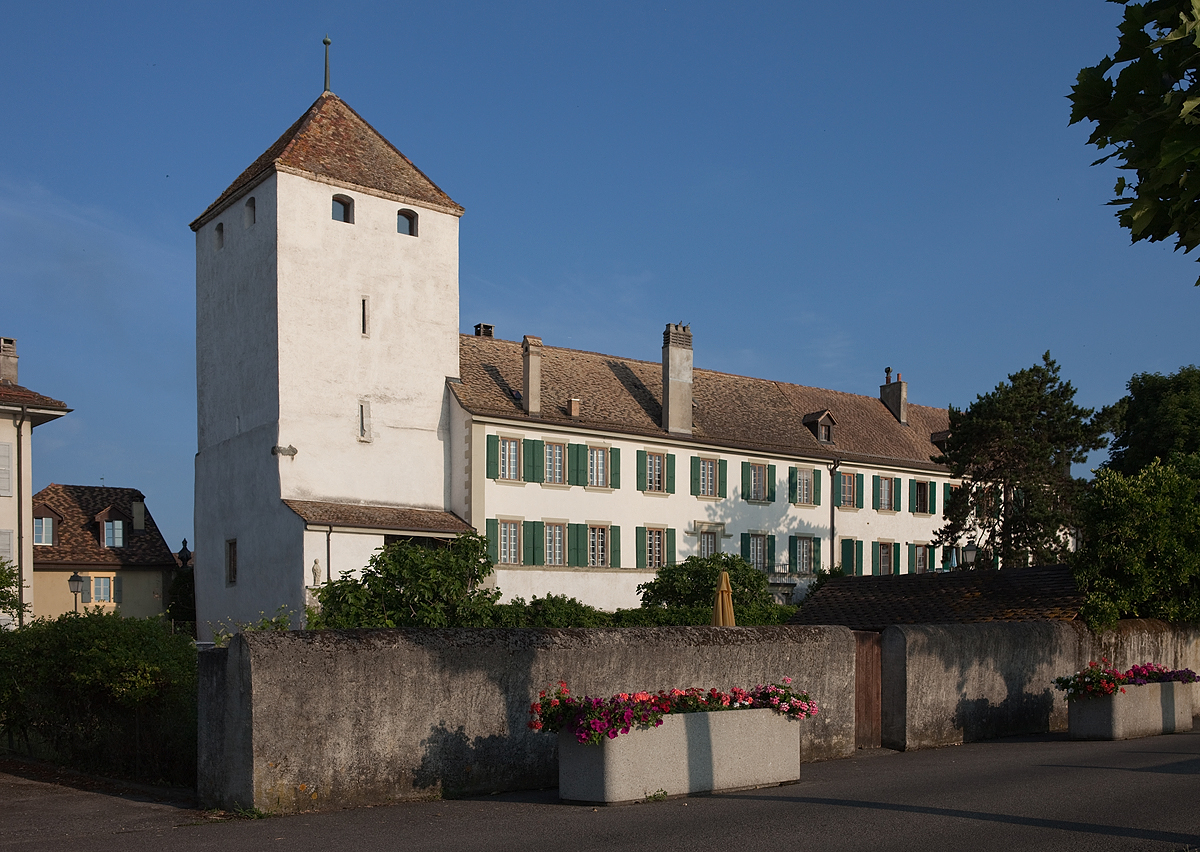
Il castello di Saint-Prex

- Chiesa riformata di Nostra Signora, eretta nel XIII secolo[1];
- Castello di Saint-Prex, eretto nel XIII secolo[1].

## Società

### Evoluzione demografica
L'evoluzione demografica è riportata nella seguente tabella:
Abitanti censiti

## Infrastrutture e trasporti
Saint-Prex è servito dall'omonima stazione sulla ferrovia Losanna-Ginevra.

## Amministrazione
Ogni famiglia originaria del luogo fa parte del cosiddetto comune patriziale e ha la responsabilità della manutenzione di ogni bene ricadente all'interno dei confini del comune.